# Cantonul Oradour-sur-Vayres
Cantonul Oradour-sur-Vayres este un canton din arondismentul Rochechouart, departamentul Haute-Vienne, regiunea Limousin, Franța.

## Comune
| Comune                | Populație (1999) | Cod poștal | Cod INSEE |
| --------------------- | ---------------- | ---------- | --------- |
| Champagnac-la-Rivière | 560              | 87150      | 87034     |
| Champsac              | 614              | 87230      | 87036     |
| Cussac                | 1.203            | 87150      | 87054     |
| Oradour-sur-Vayres    | 1.518            | 87150      | 87111     |
| Saint-Bazile          | 142              | 87150      | 87137     |